# NMBR 9
NMBR 9 ist ein Legespiel des deutschen Spieleautors Peter Wichmann. Das Spiel für einen bis vier Spieler ab acht Jahren dauert etwa 20 Minuten pro Runde. Es ist im Jahr 2017 auf Deutsch und Englisch bei Abacusspiele sowie für den Schweizer Markt bei Game Factory erschienen, weitere Ausgaben erschienen in Skandinavien und Italien. Das Spiel wurde beim österreichischen Spiel der Spiele als eines von vier Spiele-Hits für Familien 2017 ausgezeichnet.

## Thema und Ausstattung

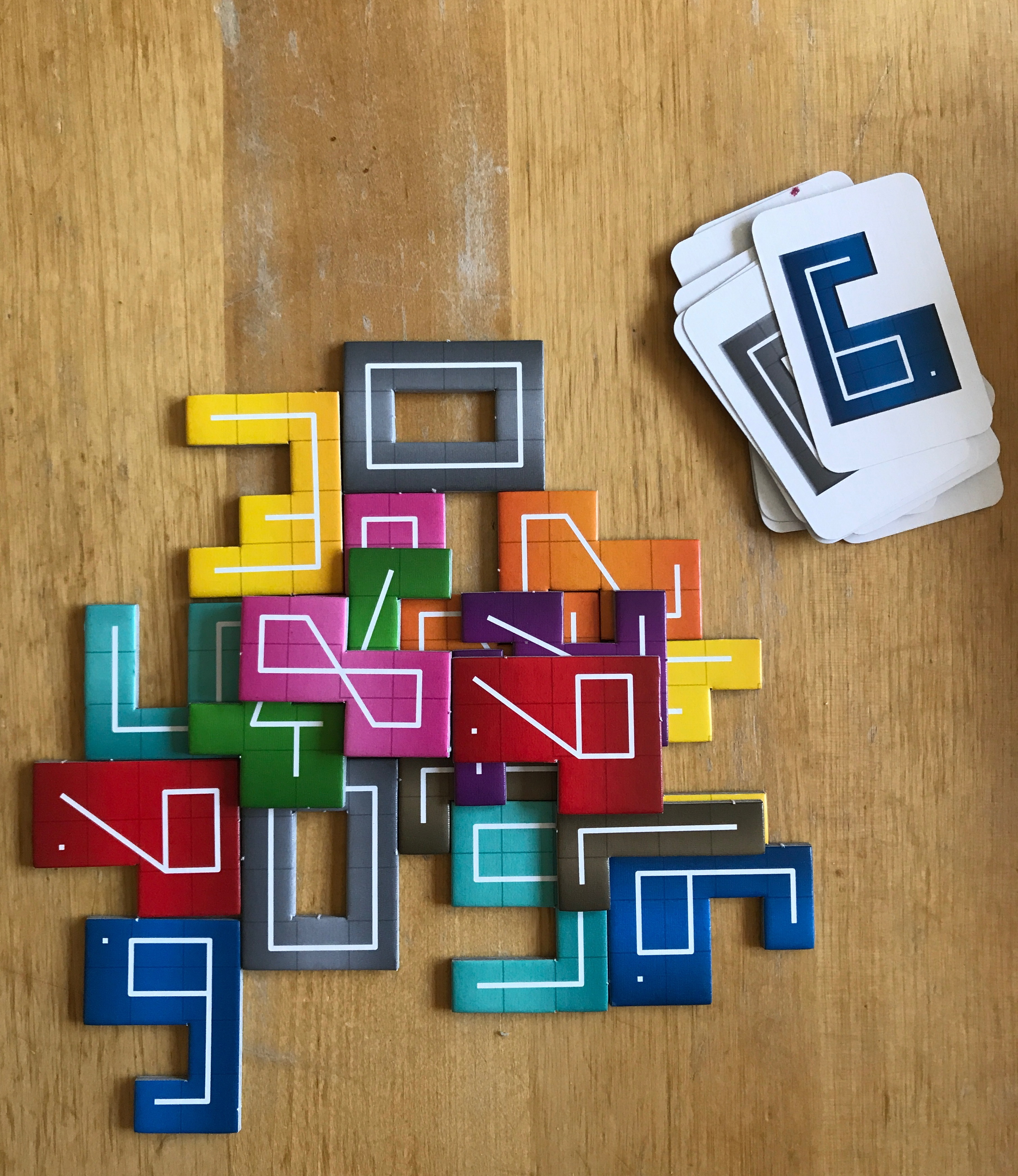
NBR 9 Spielmaterial

Bei dem Legespiel NMBR 9 geht es darum, Zahlenplättchen von 0 bis 9 möglichst so in der eigenen Auslage zu platzieren, dass sie zur Endwertung möglichst viele Punkte bringen. Dafür werden die Karten auf mehrere Ebenen übereinandergelegt, wobei sie in höherer Ebene mehr Punkte bekommen.
Das Spielmaterial besteht neben einer Spielanleitung aus 20 Zahlenkarten (je zweimal die Zahlen 0 bis 9) und 80 Zahlenplättchen (je achtmal die Zahlen 0 bis 9).

## Spielweise
Zur Spielvorbereitung werden die 20 Zahlenkarten gemischt und die Zahlenplättchen in der Spieleschachtel sortiert in die Mitte des Spieltisches gestellt. Entsprechend der Anzahl der Zahlenkarten geht das Spiel über 20 Runden.
Eine der Zahlenkarten wird von einem beliebigen Spieler aufgedeckt und offen ausgelegt. Jeder Spieler nimmt sich eines der entsprechenden Zahlenplättchen und platziert es mit der Zahlenseite nach oben in seiner Auslage. Dabei werden die Plättchen anfänglich auf der untersten Ebene ausgelegt (Ebene 0), später werden Plättchen auf den bereits ausliegenden Plättchen platziert. Für die Platzierung gelten dabei folgende Regeln:
- die Karten müssen immer mit der Zahlenseite nach oben gelegt werden
- wenn bereits ein Plättchen in der entsprechenden Ebene liegt, muss ein neues Plättchen mit mindestens einer Seite eines Rasterfelder an dieses Plättchen angelegt werden
- ein Plättchen auf einer höheren muss komplett auf den darunterliegenden Plättchen aufliegen  und darf auch keine Löcher überspannen. Es muss zudem mindestens auf zwei darunterliegenden Plättchen aufliegen.

Haben alle Spieler ihr Plättchen abgelegt, wird die nächste Karte aufgedeckt.
Das Spiel endet, wenn alle 20 Zahlenkarten aufgedeckt wurden. Gewonnen hat der Spieler, der nach der Wertung die meisten Punkte erreicht hat. Dabei bekommt der Spieler für alle Plättchen auf den Ebene 0 keine Punkte, alle darüber liegenden Plättchen werden als Zahlenwert multipliziert mit der Ebene gewertet. Eine Karte auf der ersten Ebene über Ebene 0, also auf Ebene 1, bringt also Punkte entsprechend der Zahlenangabe, die darüberliegenden Plättchen zählen den doppelten Wert und in der nächsten Ebene den dreifachen Wert.

### Solospiel
Das Spiel NMBR 9 ist auch allein spielbar. Hier gilt es durch Übung, nach dem Ziehen der Zahlenkarten die Zahlenplättchen möglichst optimal einzusetzen und dabei mindestens 100 Punkte zu erreichen.

### Promo Stadt-Land-Spielt 2017

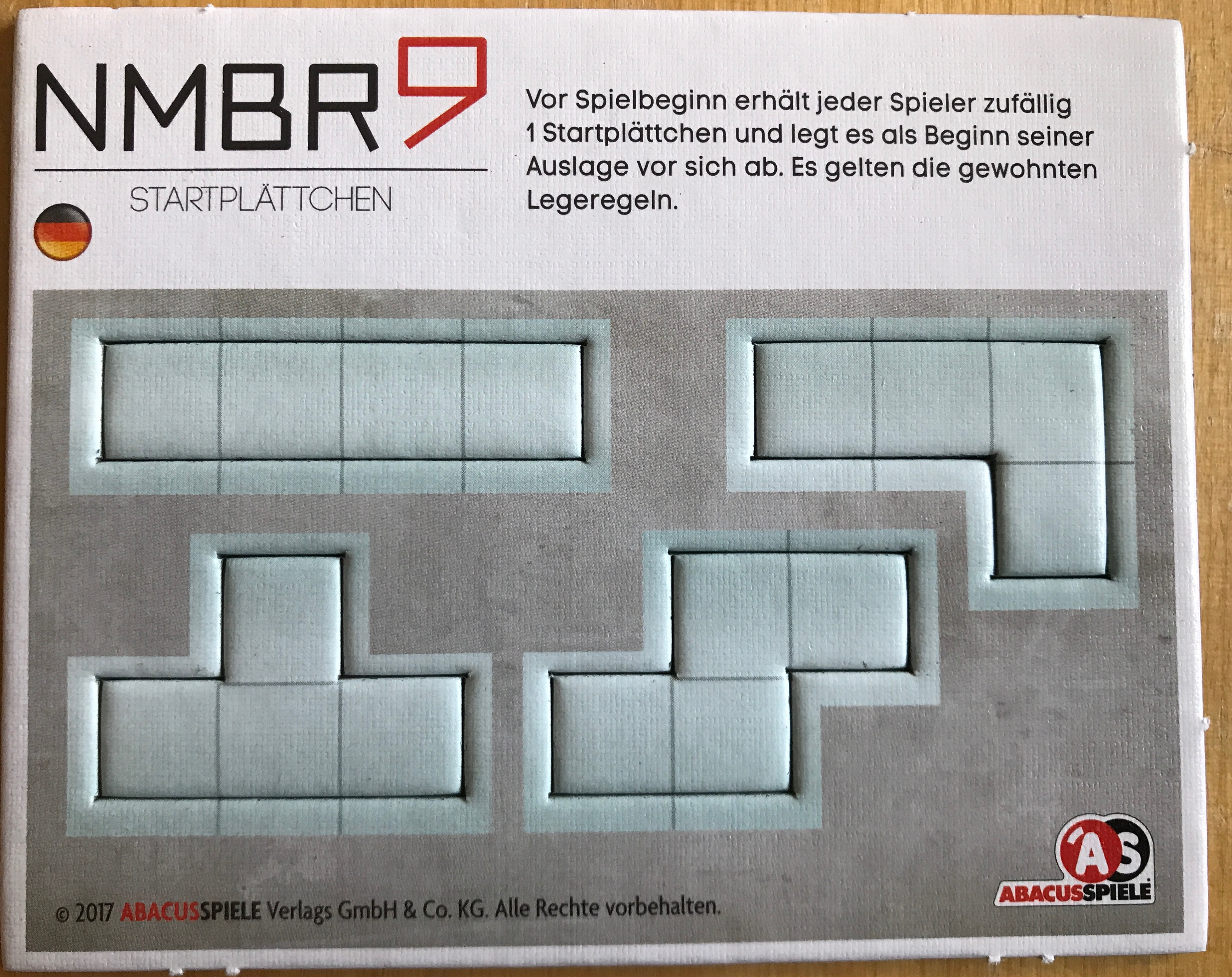
Promo NMBR 9 Stadt-Land Spielt 2017

Im Rahmen der bundesweiten Aktion Stadt-Land-Spielt veröffentlichte Abacusspiele 2017 ein Promo als Mini-Erweiterung mit vier weiteren Legeteilen, die als Startplättchen an die Mitspieler verteilt und direkt ausgelegt werden.

## Rezeption und Erweiterungen
Das Spiel NMBR 9 wurde von dem deutschen Spieleautor Peter Wichmann entwickelt und ist bei Abacusspiele zur Nürnberger Spielwarenmesse in einer deutsch/englischen Version erschienen. Im gleichen Jahr erschien das Spiel als 0–9 in Skandinavien beim Verlag Lautapelit.fi sowie unter dem Namen Level 9 bei dV Giochi, für den Schweizer Markt erschien das Spiel bei Game Factory.
Das Spiel wurde beim österreichischen Spiel der Spiele als eines von vier Spiele-Hits für Familien 2017 ausgezeichnet.
Weitere Auszeichnungen:
- bestes Lernspiel 2017 Stuttgarter Spiele-Messe
- Gütesiegel spiel gut

## Belege
1. ↑  NMBR 9 | ABACUSSPIELE. In: ABACUSSPIELE. (abacusspiele.de [abgerufen am 20. März 2018]).
2. 1 2 3 4  Spieleanleitung NMBR 9 bei abacusspiele.de.
3. ↑  Stadt-Land-Spielt 2017. Pressemitteilung zum NMBR-9-Promo anlässlich der Veranstaltung Stadt-Land-Spielt 2017; abgerufen am 19. September 2017.
4. ↑  NMBR 9, Versionen bei BoardGameGeek. Abgerufen am 12. März 2017.
5. ↑  Die ausgezeichneten Spiele 2017 beim Österreichischen Spielepreis, 25. Juni 2017; abgerufen am 29. Juni 2017.
6. ↑  NMBR 9 | ABACUSSPIELE. In: ABACUSSPIELE. (abacusspiele.de [abgerufen am 20. März 2018]).